# Demonax sabinae
Demonax sabinae là một loài bọ cánh cứng trong họ Cerambycidae.